# 바보들의 청춘 '82
"바보들의 청춘 '82"('82 바보들의 청춘)는 한국에서 제작된 심우섭 감독의 1982년 영화이다. 서세원 등이 주연으로 출연하였고 박종구 등이 제작에 참여하였다.

## 출연

### 주연
- 서세원
- 이명훈
- 이준일
- 서영춘

## 기타
- 조명: 박창호
- 녹음: 유창국